# Akumaki
Akumaki (あくまき, 灰汁巻き), também conhecido como chimaki (ちまき), é uma sobremesa japonesa, comum nas prefeituras de Kagoshima, Miyazaki e Kumamoto, e consumida especialmente no Dia das Crianças japonês, celebrado em 5 de maio.

## História
Diz-se que o akumaki surgiu como ração militar para os samurai durante a Batalha de Sekigahara, em 1600, e as invasões japonesas na Coreia, entre 1592 e 1598. No entanto, foi durante a Rebelião de Satsuma, em 1877, que o Akumaki tornou-se popular no norte da província de Miyazaki e a província de Kumamoto, por ele poder ser armazenado durante longos períodos de tempo. A sobremesa dura por aproximadamente uma semana em temperatura ambiente, duas semanas em refrigeradores, e também pode ser congelada sem sofrer alterações no sabor ou qualidade.
A sobremesa não é facilmente encontrada em lojas, por ser tipicamente feita em casa e reservada para ocasiões especiais (como o Kodomo no hi, dia das crianças). Ainda assim, pode-se encontrar raramente akumaki em estabelecimentos como supermercados, hotéis, lojas online e estações de acostamento michi no eki (道の駅), na prefeitura de Kagoshima.

## Produção
Uma folha de bambu é deixada de molho em uma solução básica, de soda cáustica ou de hidróxido de potássio, no dia anterior da preparação da receita; algumas versões pedem que o arroz também seja lavado da mesma forma. Apesar de soda cáustica disponível comercialmente, a maneira tradicional pede o produto potássico, proveniente de cinzas de árvore. Essa folha é então utilizada para embrulhar uma bola de arroz glutinoso (mochi), e o embrulho é então colocado para cozinhar na mesma solução por volta de 3 horas. Apesar de ser um mochi, o akumaki não é pegajoso e não resseca facilmente como os outros bolos de arroz típicos do Japão.
O mochi também pode ser mergulhado em suco de lichia antes de ser cozido na soda cáustica. Em alguns locais, os akumaki tem formatos piramidais e são recheados com frutas e pasta de feijão azuki.

## Características
O akumaki puro não tem um sabor muito perceptível. Por isso, normalmente é consumido misturado com açúcar e farinha de soja torrada (kinako), com um pouco de sal ou embebido em mel. Se é comido sem qualquer acompanhamento, o gosto é amargo; no entanto, se é comido com uma quantidade grande de açúcar e kinako, ele passa a ter um sabor umami único. Por sua produção complexa e seu sabor alcalino muito peculiar, proveniente de produtos básicos em sua preparação, o akumaki é um alimento raro de ser encontrado fora do Japão, e é considerado um gosto adquirido.
A sobremesa também pode ser servida com molho shoyu, açúcar mascavo ou xarope de ácer.